# Zürs (Lautrach)
Zürs ist ein Gemeindeteil von Lautrach im Landkreis Unterallgäu. Zürs ist eine Einöde und hatte 1987 zehn Einwohner.

## Geschichte
Das Gut Zirs war kemptisches Lehen der Herren von Muggenthal. Noch im Jahr 1832 handelte es sich um eine Einöde, die auch unter dem Namen Zirchs bekannt war. In Meyers Orts- und Verkehrslexikon aus dem Jahr 1913 sind 13 Einwohner verzeichnet.